# Selenisa sueroides
Selenisa sueroides là một loài bướm đêm trong họ Erebidae.